# Ittertal
Ittertal war eine kurzlebige Gemeinde im nordhessischen Landkreis Frankenberg. Heute gehört ihr ehemaliges Gebiet zur Gemeinde Vöhl.

## Gründung
Am 1. Februar 1971 fusionierten im Zuge der Gebietsreform in Hessen zunächst die Gemeinden Dorfitter, Thalitter und Herzhausen freiwillig zur neuen Gemeinde Ittertal.

## Ende
Am 1. Januar 1974 wurde die Gemeinde Ittertal kraft Landesgesetz mit der Gemeinde Hessenstein (bestehend aus den ehemaligen Gemeinden Buchenberg, Ederbringhausen, Harbshausen, Kirchlotheim, Niederorke, Oberorke und Schmittlotheim), Marienhagen, Obernburg und Vöhl zur neuen Großgemeinde Vöhl zusammengeschlossen. Verwaltungssitz dieser Gemeinde ist der Ortsteil Vöhl. Für alle ehemals eigenständigen Gemeinden wurden Ortsbezirke mit Ortsbeirat und Ortsvorsteher nach der Hessischen Gemeindeordnung gebildet.